# Локк, Кэтрин
Кэтрин Локк (англ. Katherine Locke; 24 июня 1910 года — 12 сентября 1995 года) — американская актриса театра и кино 1930—1950-х годов.
В 1930-е годы Локк добилась успеха на бродвейской сцене в таких спектаклях, как «Чудесно проводя время» (1937) и «Гамлет» (1938—1940). В 1940-е годы Локк начала сниматься в Голливуде, где лучшими картинами с её участием стали «Седьмой крест» (1944), «Змеиная яма» (1948), «Звук ярости» (1950) и «Что скажут люди» (1951).

## Ранние годы и начало карьеры
Кэтрин Локк родилась 24 июня 1910 года в селе Калинковичи, Минская губерния, Российская империя (ныне — территория Республики Беларусь), однако ещё в детстве вместе с семьёй переехала на Восточное побережье США. Родители направили её на учёбу в Академию известного музыканта Вальтера Дамроша в Нью-Йорке, рассчитывая, что она станет концертной пианисткой. Однако Локк сбежала в Южную Калифорнию, где вступила в молодую энергичную актёрскую труппу The Potboilers в Лос-Анджелесе.

## Бродвейская карьера
К 1928 году Локк вернулась в Нью-Йорк, получив роль в спектакле «Радость змей» в Театре Provincetown в Гринвич-Виллидж. С 1932 года Локк стала выступать на Бродвее, сыграв эпизодические и небольшие роли в спектаклях «Жар-птица» (1932), «На полпути в ад» (1934), «Преступление и наказание» (1935) и «Если тело» (1935).
Прорыв для Локк наступил в 1937 году, когда в паре с Джоном Гарфилдом она сыграла главную роль в бродвейской комедии Артура Кобера «Чудесно проводя время» (1937—1938, 372 представления). Как написал после премьеры спектакля один восторженный критик, «этим утром я представляю вам молодую девушку по имени Кэтрин Локк — это звезда». Как отметила Мирна Оливер в «Лос-Анджелес Таймс», эта роль «сделала Локк звездой бродвейского сезона 1937 года», и, по словам Variety, «любимицей Бродвея».
В конце 1938 года на Бродвее вышел спектакль по трагедии Уильяма Шекспира «Гамлет» с Морисом Эвансом в заглавной роли, в котором Локк предстала в образе Офелии. По информации Variety, Локк «получила прекрасные отзывы за исполнение этой роли». В частности, известный нью-йоркский театральный критик Джон Мейсон Браун «пришёл в восхищение от её игры», назвав Локк «величайшей» актрисой в этой роли. Спектакль продержался на сцене (с перерывом) с октября 1938 до января 1940 года, выдержав более 130 представлений. Как отметила Сандра Бреннан, в «конце 1930-х годов Локк была одной наиболее ярких звёзд бродвейского театра».
В 1940 году Локк играла в спектакле «Пятая колонна» (1940), в основу которого была положена пьеса Эрнеста Хэмингуэя о Гражданской войне в Испании. Её партнёрами по спектаклю были признанные актёры Франшо Тоун и Ли Дж. Кобб. И, наконец, в 1941—1942 годах Локк играла в спектакле «Стычка в ночи» по пьесе Клиффорда Одетса. Спектакль поставил Ли Страсберг, а роли исполняли такие признанные актёры, как Таллула Бэнкхед, Ли Дж. Кобб и Роберт Райан.

## Голливудская карьера
Локк дебютировала в кино ещё в 1936 году, сыграв главную женскую роль в криминальной драме Paramount Pictures «Сплеча» (1936). После успешной бродвейской карьеры в 1937—1943 годах Локк снова приехала попытать счастья в Голливуд. Её первой картиной после перерыва стала биографическая драма Twentieth Century Fox «Уилсон» (1944) об американском Президенте Вудро Уилсоне, где она сыграла роль второго плана. В том же году вышел драматический триллер Metro-Goldwyn-Mayer «Седьмой крест» (1944) о побеге из немецкого концентрационного лагеря в 1936 году. Фильм поставил Фред Циннеман, главную роль беглеца сыграл Спенсер Трейси, а Локк досталась роль немецкой фрау, которая разочаровывается в своём муже после того, как тот отказывается помочь беглецу.
Локк вернулась к съёмкам лишь четыре года спустя с небольшой ролью в драме 20th Century Fox «Змеиная яма» (1948), рассказывающей о пациентке психиатрической клиники (Оливия де Хавилланд), которая проходит трудный процесс исцеления.
Ещё через два года Локк сыграла в социальном фильме нуар «Звук ярости» (1950) о линчевании двух киднэпперов и убийц в маленьком калифорнийском городке. На этот раз она сыграла простую и наивную девушку Хейзел, которая вместе с подругой случайно знакомится с двумя похитителями и убийцами, рассчитывая весело провести с ними время. Позднее один из похитителей, мучимый чувством вины, сознаётся Хейзел в убийстве, а когда она в ужасе начинает кричать, он пытается задушить её. Однако Хейзел удаётся вырваться из его рук и вызвать полицию. Картина получила восторженные отзывы современных критиков. В частности, Майкл Кини написал, что «фильм даёт всё — увлекательную историю, отличную актёрскую игру, высококлассную операторскую работу и общественные проблемы, которые останутся с вами надолго», не говоря об «захватывающей, заставляющей задуматься кульминации, одной из лучших в своём роде» . Что же касается работы Локк, то даже критически оценивший картину Босли Краузер написал в «Нью-Йорк Таймс», что она «получает краткую возможность сыграть простую несчастную девушку из маленького городка, и делает это довольно хорошо».
Следующей работой Локк стала небольшая роль в романтической комедии 20th Century Fox «Что скажут люди» (1951) с Кэри Грантом в главной роли. Ещё через год последовала нуаровая боксёрская драма Universal Pictures с Тони Кёртисом «Плоть и ярость» (1952), где она сыграла небольшую роль матери главной героини. И, наконец, в 1958 году Локк в последний раз появилась на экране в мелодраме по роману Франсуазы Саган «Смутная улыбка» (1958), снова сыграв мать главной героини.

## Личная жизнь
Кэтрин Локк была замужем дважды. В 1934 году она вышла замуж за Морриса А. Хелприна, с которым развелась в 1942 году. В 1947 году она вышла замуж за кино-, теле- и радиосценариста Нормана Корвина. Некоторое время она выступала в одном из радиошоу своего мужа. В браке у пары родилось двое детей — сын Энтони и дочь Диана. Пара жила в Шерман-Оукс, Калифорния. Брак закончился со смертью Локк в 1995 году.

## Смерть
Кэтрин Локк умерла 12 сентября 1995 года в своём доме в Лос-Анджелесе от опухоли мозга в возрасте 85 лет.

## Фильмография
| Год  |   | Русское название | Оригинальное название      | Роль               |
| ---- | - | ---------------- | -------------------------- | ------------------ |
| 1936 | ф | Сплеча           | Straight from the Shoulder | Гейл Пайн          |
| 1944 | ф | Седьмой крест    | The Seventh Cross          | миссис Сауер       |
| 1944 | ф | Уилсон           | Wilson                     | Хелен Боунз        |
| 1948 | ф | Змеиная яма      | The Snake Pit              | Маргарет           |
| 1950 | ф | Звук ярости      | The Sound of Fury          | Хейзел             |
| 1951 | ф | Что скажут люди  | People Will Talk           | мисс Джеймс        |
| 1952 | ф | Плоть и ярость   | Flesh and Fury             | миссис Холлис      |
| 1952 | с | Нежданное        | The Unexpected             | женщина (1 эпизод) |
| 1958 | ф | Смутная улыбка   | A Certain Smile            | мадам Валлон       |